# Biathlon-Weltmeisterschaften 1971
Die 11. Biathlon-Weltmeisterschaften fanden 1971 in Hämeenlinna in Finnland statt. Wegen der Olympischen Winterspiele im Folgejahr gab es 1972 keine Biathlon-Weltmeisterschaften.

## Männer

### Einzel 20 km
| Platz | Sportler           | Zeit [h]  | Schießfehler |
| ----- | ------------------ | --------- | ------------ |
| 01    | Dieter Speer       | 1:18:20,2 | 2 (1+1+0+0)  |
| 02    | Alexander Tichonow | 1:18:48,4 | 3 (1+1+0+1)  |
| 03    | Magnar Solberg     | 1:20:00,9 | 0 (0+0+0+0)  |
| 04    | Daniel Claudon     | 1:20:31,4 | 2 (1+0+1+0)  |
| 05    | Rinnat Safin       | 1:20:32,7 | 3 (1+1+0+1)  |
| 06    | Wiktor Mamatow     | 1:21:48,5 | 2 (0+2+0+0)  |
| 07    | Vilhelm György     | 1:22:18,0 | 1 (0+1+0+0)  |
| 08    | Mauri Röppänen     | 1:22:38,8 | 5 (2+1+1+1)  |
| 09    | Alexander Uschakow | 1:22:44,1 | 6 (3+0+2+1)  |
| 10    | Heikki Ikola       | 1:23:32,2 | 2 (0+0+2+0)  |
| …     |                    |           |              |

Datum: 6. März

### Staffel 4 × 7,5 km
| Platz | Land        | Sportler                                                          | Zeit [h] |
| ----- | ----------- | ----------------------------------------------------------------- | -------- |
| 01    | Sowjetunion | Alexander Tichonow Wiktor Mamatow Rinnat Safin Nikolai Muschitow  | 2:09:42  |
| 02    | Norwegen    | Tor Svendsberget Ragnar Tveiten Magnar Solberg Ivar Nordkild      | 2:10:13  |
| 03    | Polen       | Józef Rózak Andrzej Rapacz Aleksander Klima Józef Stopka          | 2:15:07  |
| 04    | Finnland    | Yrjö Salpakari Heikki Ikola Kalevi Vähäkylä Mauri Röppänen        | 2:15:20  |
| 05    | Italien     | Willy Bertin Giovanni Astegiano Corrado Varesco Lino Jordan       | 2:16:13  |
| 06    | Schweden    | Lars-Göran Arwidsson Olle Petrusson Tore Eriksson Holmfrid Olsson | 2:17:15  |
| 07    | Rumänien    | Victor Fontana Constantin Carabela Ion Ţeposu Vilmoș Gheorghe     | 2:17:30  |
| 08    | Japan       | Isao Ono Noboe Tani Miki Shibuya Yoshiyuki Shirate                | 2:17:38  |
| 09    | Frankreich  | Jean-Claude Viry René Arpin Aimé Gruet-Masson Daniel Claudon      | 2:18:48  |
| 10    | DDR         | Dieter Speer Hansjörg Knauthe Hans-Gert Jahn Horst Koschka        | 2:19:01  |
| …     |             |                                                                   |          |

Datum: 7. März
Anmerkung:
Angaben über Schießfehler ließen sich leider nicht mehr ermitteln.

## Medaillenspiegel
| Platz | Nation                          | Gold | Silber | Bronze | Gesamt |
| ----- | ------------------------------- | ---- | ------ | ------ | ------ |
| 1     | Sowjetunion                     | 1    | 1      | 0      | 2      |
| 2     | Deutsche Demokratische Republik | 1    | 0      | 0      | 1      |
| 3     | Norwegen                        | 0    | 1      | 1      | 2      |
| 4     | Polen                           | 0    | 0      | 1      | 1      |

| Platz | Sportler           | Gold | Silber | Bronze | Gesamt |
| ----- | ------------------ | ---- | ------ | ------ | ------ |
| 1     | Alexander Tichonow | 1    | 1      | 0      | 2      |
| 2     | Dieter Speer       | 1    | 0      | 0      | 1      |
| 2     | Wiktor Mamatow     | 1    | 0      | 0      | 1      |
| 2     | Rinnat Safin       | 1    | 0      | 0      | 1      |
| 2     | Nikolai Muschitow  | 1    | 0      | 0      | 1      |
| 6     | Magnar Solberg     | 0    | 1      | 1      | 2      |
| 7     | Tor Svendsberget   | 0    | 1      | 0      | 1      |
| 7     | Ragnar Tveiten     | 0    | 1      | 0      | 1      |
| 7     | Ivar Nordkild      | 0    | 1      | 0      | 1      |
| 10    | Józef Rózak        | 0    | 0      | 1      | 1      |
| 10    | Andrzej Rapacz     | 0    | 0      | 1      | 1      |
| 10    | Aleksander Klima   | 0    | 0      | 1      | 1      |
| 10    | Józef Stopka       | 0    | 0      | 1      | 1      |